# 土山滋
土山滋（1950年2月20日—2018年5月24日），日本男性漫畫家。

## 作品
- 美食大胃王（喰いしん坊！）